# 2. ŽNL Splitsko-dalmatinska 2013./14.
Ovaj članak je podtema članka: 5. rang HNL-a 2013./14.#2. ŽNL Splitsko-dalmatinska

2. ŽNL Splitsko-dalmatinska u sezoni 2013./14. je predstavljala drugi stupanj županijske lige u Splitsko-dalmatinskoj županiji, te ligu petog ranga hrvatskog nogometnog prvenstva. Sudjelovalo je devet klubova, a prvak je bio Tekstilac iz Sinja. 

## Sustav natjecanja
Devet klubova je igralo trokružnim liga-sustavom (27 kola, 24 utakmice po klubu).

## Momčadi
- Adriatic – Split
- Hvar – Hvar
- Jadran – Supetar
- Poljičanin 1921 – Srinjine
- Tekstilac – Sinj
- Trogir 1912 – Trogir
- Vis – Vis
- Vrlika – Vrlika
- Zagora – Primorski Dolac

## Ljestvica
| Poz. | Momčad                 | U  | P  | N | I  | G+ | G–  | G+/– | Bod. | Nastavak natjecanja ili ispadanje |
| ---- | ---------------------- | -- | -- | - | -- | -- | --- | ---- | ---- | --------------------------------- |
| 1.   | Tekstilac Sinj (P)     | 24 | 16 | 6 | 2  | 65 | 18  | +47  | 54   | 1. ŽNL                            |
| 2.   | Jadran Supetar         | 24 | 15 | 6 | 3  | 82 | 29  | +53  | 51   |                                   |
| 3.   | Hvar                   | 24 | 16 | 2 | 6  | 61 | 31  | +30  | 50   |                                   |
| 4.   | Poljičanin 1921        | 24 | 14 | 5 | 5  | 75 | 25  | +50  | 47   |                                   |
| 5.   | Vrlika                 | 24 | 11 | 2 | 11 | 58 | 52  | +6   | 35   |                                   |
| 6.   | Adriatic               | 24 | 8  | 3 | 13 | 56 | 49  | +7   | 27   |                                   |
| 7.   | Trogir 1912            | 24 | 7  | 4 | 13 | 28 | 42  | −14  | 25   |                                   |
| 8.   | Vis                    | 24 | 4  | 0 | 20 | 21 | 91  | −70  | 12   |                                   |
| 9.   | Zagora Primorski Dolac | 24 | 3  | 0 | 21 | 19 | 128 | −109 | 9    |                                   |

## Rezultatska križaljka
| kratica | klub                     | ADR      | HVAR | JAD      | POLJ     | TEK      | TRO      | VIS      | VRL | ZAG           |
| --- | ------------------------ | -------- | ---- | -------- | -------- | -------- | -------- | -------- | --- | ------------- |
| ADR | Adriatic Split           |          |      |          | _:_, 2:2 |          |          |          |     |               |
| HVAR | Hvar                     |          |      |          |          |          |          | _:_, 4:0 |     | _:_, 3:0 p.f. |
| JAD | Jadran Supetar           |          |      |          |          |          |          |          |     | _:_, 16:1     |
| POLJ | Poljičanin 1921 Srinjine |          |      |          |          |          | _:_, 2:0 |          |     |               |
| TEK | Tekstilac Sinj           |          |      |          |          |          |          |          |     |               |
| TRO | Trogir 1912              |          |      | _:_, 1:2 |          |          |          |          |     |               |
| VIS | Vis                      |          |      |          |          | _:_, 0:9 |          |          |     |               |
| VRL | Vrlika                   | _:_, 2:1 |      |          |          |          |          |          |     |               |
| ZAG | Zagora Primorski Dolac   |          |      |          |          |          |          |          |     |               |
| |                          |          |      |          |          |          |          |          |     |               |
| podebljan rezltat - utakmice od 1. do 9., te od 19. do 27. kola (1. i 3. utakmica između klubova) rezultat normalne debljine - utakmice od 10. do 18. kola (2. utakmica između klubova) rezultat nakošen - nije vidljiv redoslijed odigravanja međusobnih utakmica iz dostupnih izvora rezultat nakošen i smanjen * - iz dostupnih izvora nije uočljiv domaćin susreta prekrižen rezultat - poništena ili brisana utakmica p - utakmica prekinuta 3:0 p.f. / 0:3 p.f. - rezultat 3:0 bez borbe |                          |          |      |          |          |          |          |          |     |               |

Izvori: 

## Poveznice
- Nogometni savez Županije Splitsko-dalmatinske
- 2. ŽNL Splitsko-dalmatinska
- 1. ŽNL Splitsko-dalmatinska 2013./14.